# 南九州ペプシコーラ販売
南九州ペプシコーラ販売株式会社（みなみきゅうしゅうペプシコーラはんばい）は、かつて存在した熊本県熊本市中央区に本社を置いていた清涼飲料水の販売企業である。ペプシコーラをはじめとしたサントリー製品を販売しているサントリーフーズの100％子会社の一つであった。
2013年4月1日付で、サントリービバレッジサービスに統合され解散。統合後はサントリービバレッジサービス九州営業本部となった。

## 担当エリア
- 熊本県
- 大分県
- 宮崎県
- 鹿児島県
- 福岡県（大牟田市）

## 沿革
- 1965年 - 南日本飲料株式会社設立。
- 1997年 - サントリーと米国ペプシコインクが業務提携。サントリーフーズ100％子会社として『南九州ペプシコーラ販売株式会社』設立
- 2004年 - ISO14001環境マネジメントシステム認証取得
- 2013年4月1日 - 日本ペプシコーラ販売・北海道ペプシコーラ販売・東北ペプシコーラ販売・中部ペプシコーラ販売・近畿中四国ペプシコーラ販売と統合し、サントリービバレッジサービスが発足。